# Wydawnictwo Rosner i Wspólnicy
Wydawnictwo Rosner i Wspólnicy – polskie wydawnictwo działające od 2002 r., z siedzibą w Warszawie.
Założycielem, dyrektorem i redaktorem naczelnym wydawnictwa jest Andrzej Rosner.
Wydawnictwo publikuje m.in.: literaturę piękną, literaturę faktu, książki publicystyczne,  biografie, książki popularnonaukowe, poradniki kulinarne, albumy. Wśród autorów są między innymi: Jarosław Abramow-Newerly, Czesław Bielecki, Tessa Capponi-Borawska, Marcin Bruczkowski, Artur Cieślar, Regina Godlewska, Janusz Głowacki, Aleksander Hall, Paweł Huelle, Robert Jarocki, Piotr Ibrahim Kalwas, Maciej Karpiński, Jan Karski, Krystyna Kofta, Barbara Kosmowska, Konrad Laguna, Tomasz Lis, Władimir Maksimow, Antoni Mączak, Włodzimierz Odojewski, Beata Pawlikowska, Mieczysław Pruszyński, Henryk Skwarczyński, Wiesław Wiernicki, Kama Zboralska.
Wydawnictwo opublikowało m.in. Co z tą Polską Tomasza Lisa, Rzeczpospolitą dla moich wnuków – ostatnią książkę Jacka Kuronia, Reporterkę. Rozmowy z Hanną Krall Jacka Antczaka i książkę Wojciecha Sumlińskiego Kto naprawdę go zabił – zapis śledztwa dziennikarskiego w sprawie zamordowania księdza Jerzego Popiełuszki.